# Chilo agamemnon
Chilo agamemnon är en fjärilsart som beskrevs av Stanislas Bleszynski 1962. Chilo agamemnon ingår i släktet Chilo och familjen Crambidae. Inga underarter finns listade i Catalogue of Life.